# タイ国鉄HID型ディーゼル機関車
タイ国鉄HID型ディーゼル機関車（タイこくてつHIDがたディーゼルきかんしゃ）は、1993年に製造されたタイ国有鉄道の電気式ディーゼル機関車である。その車番から4500形（1次車）と呼ばれる場合もある。

## 導入の経緯
1990年代初頭のタイ国鉄では、ALS型をはじめとするALS系やGE型といった電気式大型ディーゼル機関車が主力として活躍していた。これらを拡充すべく、従来機の高い性能をさらに上回る新鋭機として1991年にGEA型と同時に発注されたのが本形式である。そのためGEA型と同等の性能を持つが、出力はGEA型の2,500馬力に対して本形式は2,860馬力となっており、わずかではあるが本形式の方が出力が高い。なお、本形式は日立製作所が製造した最も新しいディーゼル機関車となっている。

## 車両

### 車体
箱型の車体をしている。前面は3段に折れ曲がっており、地面に垂直な面に前照灯及び尾灯が設置されている。前照灯は窓上にも設置されている他、さらにその上にはタイフォンが埋め込まれている。また、深く丸い屋根も特徴的である。近年ではライトがLED化された車両も現れている。

### 塗装

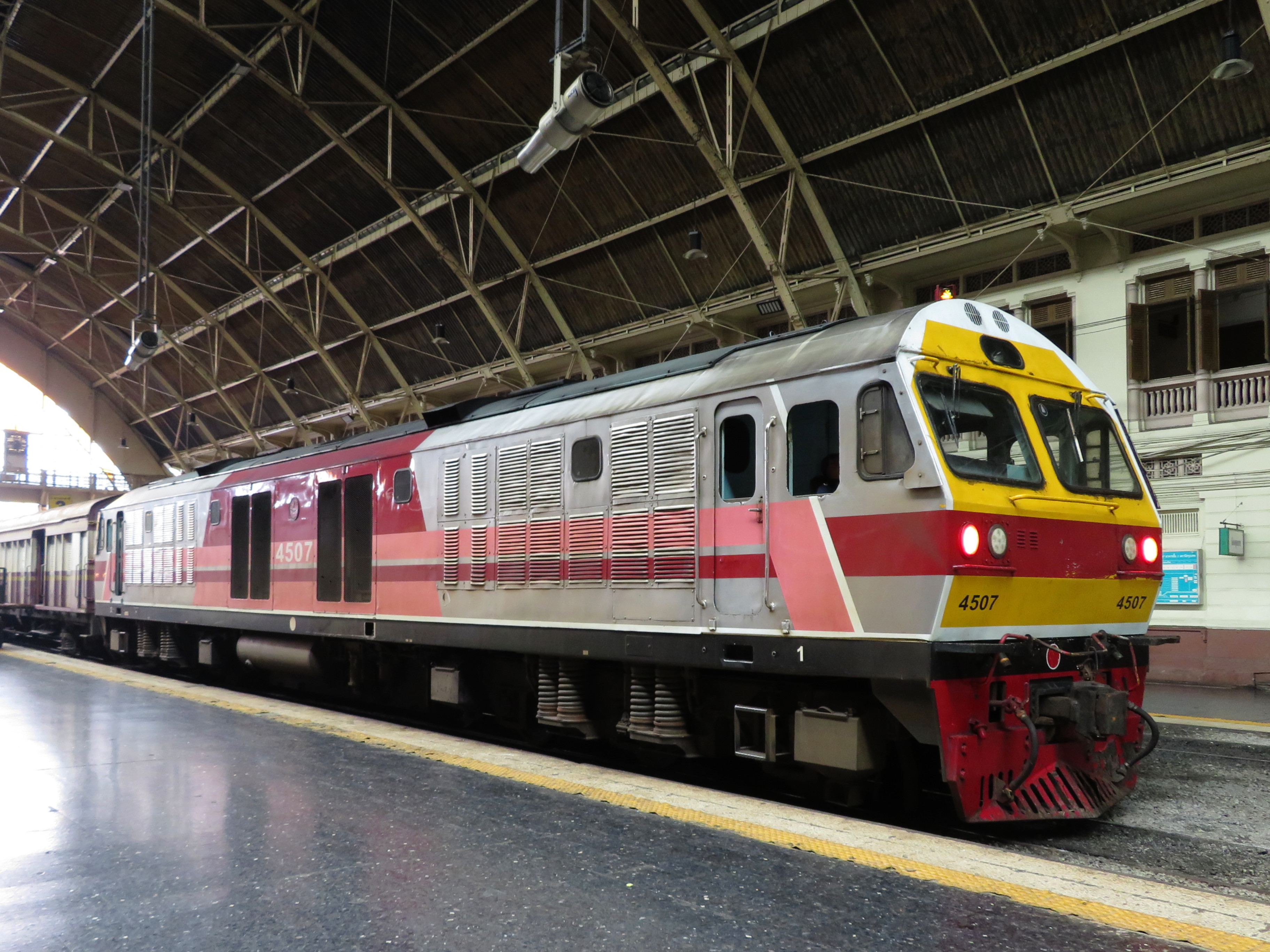
新型客車塗装の4507号機。ライトがLED化されている。

登場時の塗装は、前面が黄色でライトが設置されている部分に赤い帯が巻かれ、側面は青色で裾部に赤い帯が配されているものだった。
2010年前後から他のディーゼル機関車各型式には全く新しい塗装の車両が出現しているが、本形式は旧塗装が他の形式に比べカラフルだったこともあり、登場時の塗装をアレンジした塗装が新塗装となっている。しかし2016年に中国中車製の新型客車が導入されると、それに合わせた塗装（前面は登場時の赤帯がワインレッドに変更され銀色の縁取りが追加、側面は銀色をベースにワインレッドとサーモンピンクの帯が複雑に配されている）に変更された車両が現れた。
ただし新型客車塗装のHID型が他の客車を牽引することがある一方で他の塗装・形式の機関車が新型客車を牽引することもあり、新型客車塗装の車両が必ず新型客車の牽引に充当されるわけではない。

## 運用
導入当初は、GEA型が急行列車や快速列車に投入されていたのに対し、出力が若干大きい本形式は特急列車に投入されていた。2020年現在でも貨物専用機のCSR型を除いて最新型のグループに入りまた出力も最大である本形式は、新型客車を始めとする優等列車の牽引を主に担っている。